# Полювання на привидів

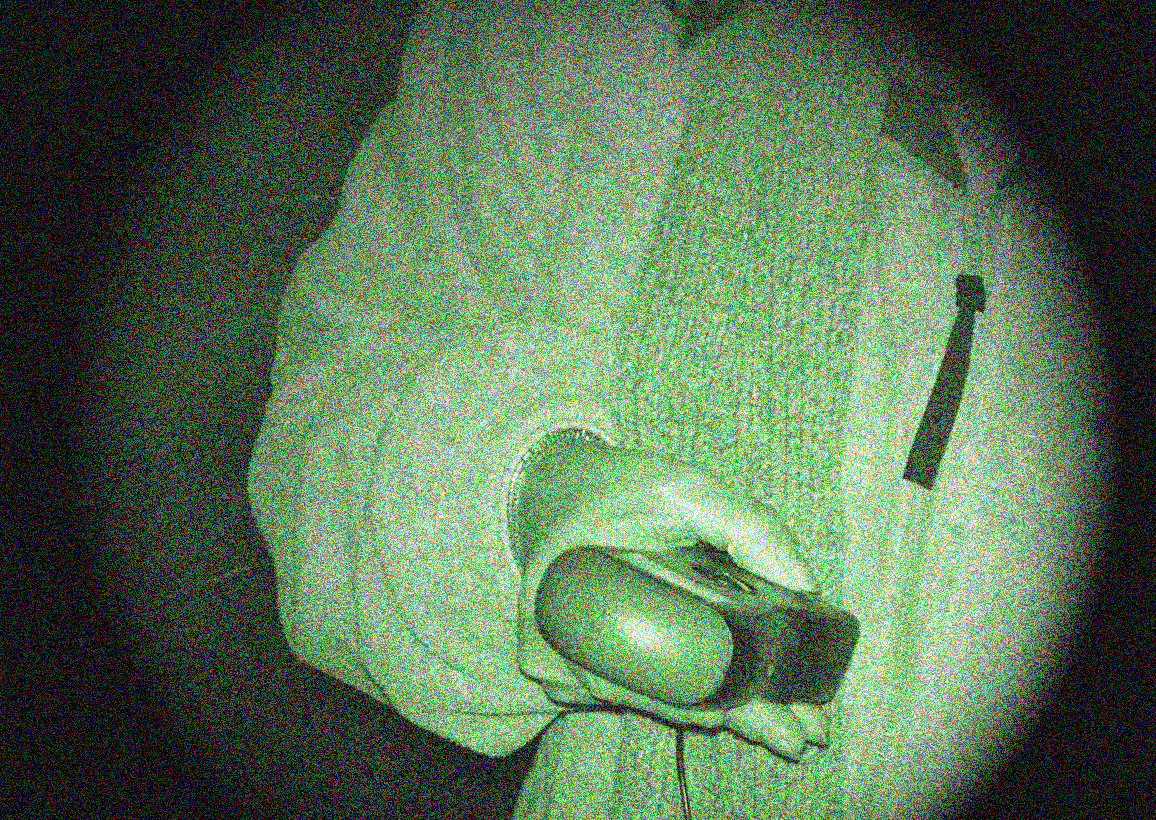
Мисливець за привидами знімає показання за допомогою ЕМП-метра

Полювання на привидів — це процес дослідження місць, які нібито переслідують привиди. Як правило, команда полювання на привидів намагається зібрати докази існування паранормальної активності.
Полювання на привидів піддається різкій критиці за відкидання наукового методу. Жодне наукове дослідження не змогло підтвердити існування привидів. Переважна більшість педагогів, вчених і наукових авторів вважають цю практику псевдонаукою.
Мисливці за привидами використовують різноманітні електронні пристрої, включаючи електромагнітні вимірювачі, цифрові термометри, портативні та статичні цифрові відеокамери, включаючи термографічні камери та камери нічного бачення, окуляри нічного бачення, а також цифрові аудіозаписувачі. Також використовуються інші більш традиційні методи, такі як проведення інтерв’ю та дослідження історії сайтів, які ймовірно є привидами. Мисливці за привидами також називають себе дослідниками паранормальних явищ.

## Історія

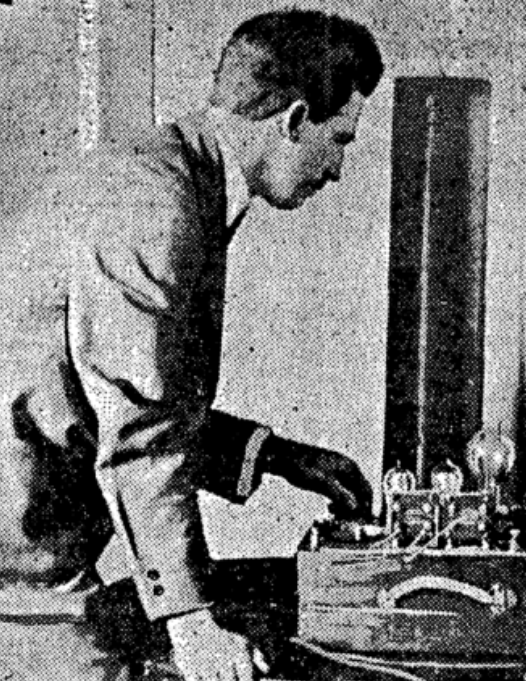
Британський екстрасенс Гервард Керрінгтон зі своїм детектором привидів "улулометр", 1922 рік.

Дослідження паранормальних явищ бере свій початок у дев’ятнадцятому столітті, коли такі організації, як Товариство психічних досліджень, досліджують духовні справи. Екстрасенс Гаррі Прайс опублікував свою «Сповідь мисливця за привидами» в 1936 році.
Полювання на привидів популяризували в 2000-х роках такі телевізійні серіали, як «Найбільш з привидами» та «Мисливці за привидами», у поєднанні зі збільшенням доступності високотехнологічного обладнання. Атлантичне паранормальне товариство повідомило про подвоєння своїх членів наприкінці 2000-х років, пояснюючи це телевізійними програмами. Незважаючи на неприйняття в академічних колах, популярність реаліті-шоу про полювання на привидів підштовхнула багатьох людей до цієї погоні.
На початку 2000-х років кількість малих підприємств, що пропонують обладнання для пошуку привидів і послуги з розслідування паранормальних явищ, зросла. Багато пропонують вимірювачі електромагнітного поля (ЕМП), інфрачервоні датчики руху та пристрої, які називаються «детекторами привидів». Бум паранормальних явищ такий, що деякі невеликі підприємства, пов’язані з полюванням на привидів, отримують збільшені прибутки завдяки підкастам і рекламі на веб-сайтах, книгам, DVD-дискам, відео та іншим комерційним підприємствам.

## Відомі дослідники паранормальних явищ

### Гаррі Прайс

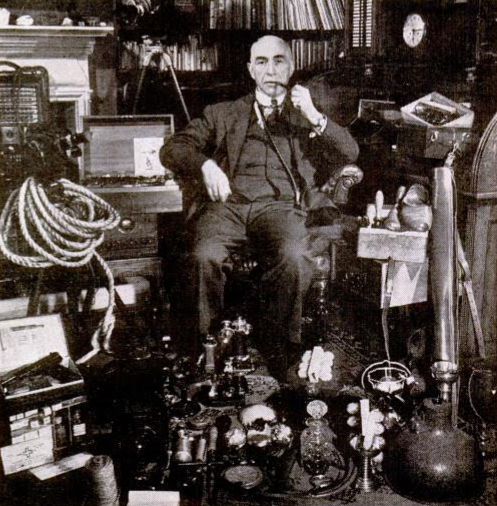
Гаррі Прайс зображений із різними частинами свого спорядження для «полювання на привидів».

Гаррі Прайс (1881–1948) був британським парапсихологом, дослідником екстрасенсів і автором, який отримав широку популярність завдяки своїм дослідженням психічних явищ і викриттю шахраїв спіритичних медіумів. Найбільше відомий своїм широко розрекламованим розслідуванням нібито привиденого будинку священика Борлі в Ессексі, Англія. Подвиги Прайса були широко висвітлені в книзі 1950 року «Гаррі Прайс: біографія мисливця за привидами» Пола Таборі. Він також був давнім членом клубу привидів, що базується в Лондоні.
У 1920 році Прайс приєднався до Товариства психічних досліджень (SPR) і використав свої знання сценічної магії, щоб розвінчати шахраїв. У 1922 році він викрив «дух» фотографа Вільяма Хоупа. У тому ж році він подорожував до Німеччини з Еріком Дінгволом і досліджував Віллі Шнайдера в будинку барона Альберта фон Шренка-Нотцінга в Мюнхені. У 1923 році Прайс викрив медіума Яна Гузика.

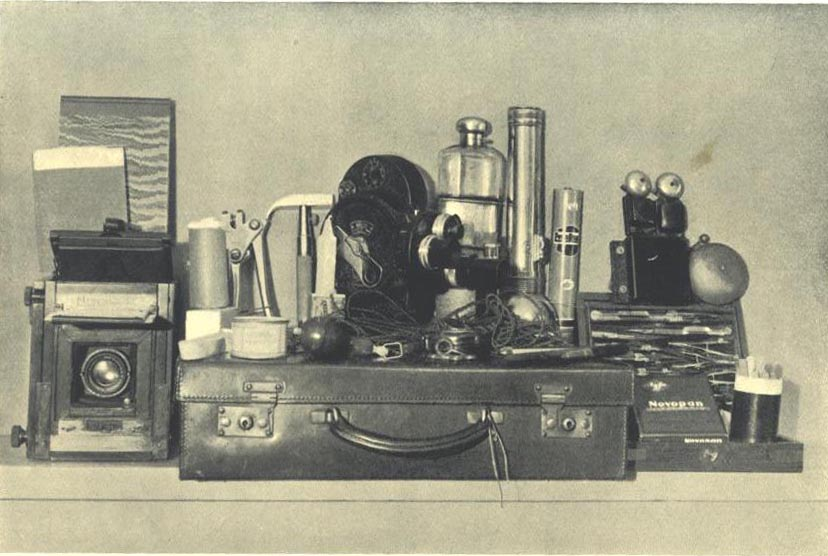
«Набір для полювання на привидів» Прайса включав дзеркальні та кінокамери, інструменти для запечатування дверей і вікон, прилади для таємного електричного керування, сталеву стрічку, інструменти для малювання, пляшку ртуті та порошок графіту для виявлення відбитків пальців.

## Статистика переконань
Згідно з опитуванням, проведеним у жовтні 2008 року Associated Press та Ipsos, 34 відсотки американців кажуть, що вірять в існування привидів. Крім того, опитування Gallup, проведене 6-8 червня 2005 року, показало, що приблизно одна третина (32%) американців вірить в існування привидів, причому з віком ця віра зменшується. Після опитування трьох країн (Сполучені Штати, Канада та Велика Британія) опитування також показало, що більше людей вірять у будинки з привидами, ніж у будь-які інші досліджувані паранормальні явища: 37% американців, 28% канадців і 40 % британців, які вірять.
У 2002 році Національний науковий фонд визначив будинки з привидами, привидів і спілкування з мертвими серед псевдонаукових переконань.

## Скептицизм
Критики ставлять під сумнів методологію полювання на привидів, зокрема використання приладів, оскільки немає науково доведеного зв’язку між існуванням привидів і холодними плямами чи електромагнітними полями. За словами скептично налаштованого дослідника Джо Нікелла, типовий мисливець за привидами займається псевдонаукою. Нікелл каже, що мисливці за привидами часто озброюються вимірювачами ЕМП, термометрами, які можуть визначити холодні точки, і бездротовими мікрофонами, які усувають фоновий шум, вказуючи, що обладнання, яке використовується для виявлення привидів, не призначене для цієї роботи. «Найменш імовірне пояснення будь-якого даного прочитання — це привид», — стверджує Нікелл. За його словами, світлові кулі, які з’являються на фотографіях, часто є частинками пилу або вологи. «Голоси», які вловлюються магнітофоном, можуть бути радіосигналами чи шумом від диктофона, датчики електромагнітних навантажень можуть спрацьовувати через несправну проводку, мікрохвильові башти, праску, обладнання для запису чи мобільні телефони, а датчики тепла можуть вловлювати відбиття від дзеркал або інших металевих поверхонь. Нікелл також критикував практику пошуку лише в темряві, кажучи, що, оскільки деякі привиди описуються як «тіні або темні сутності», він проводить пошуки в освітлених, а не в затемнених умовах.

## Методи та обладнання

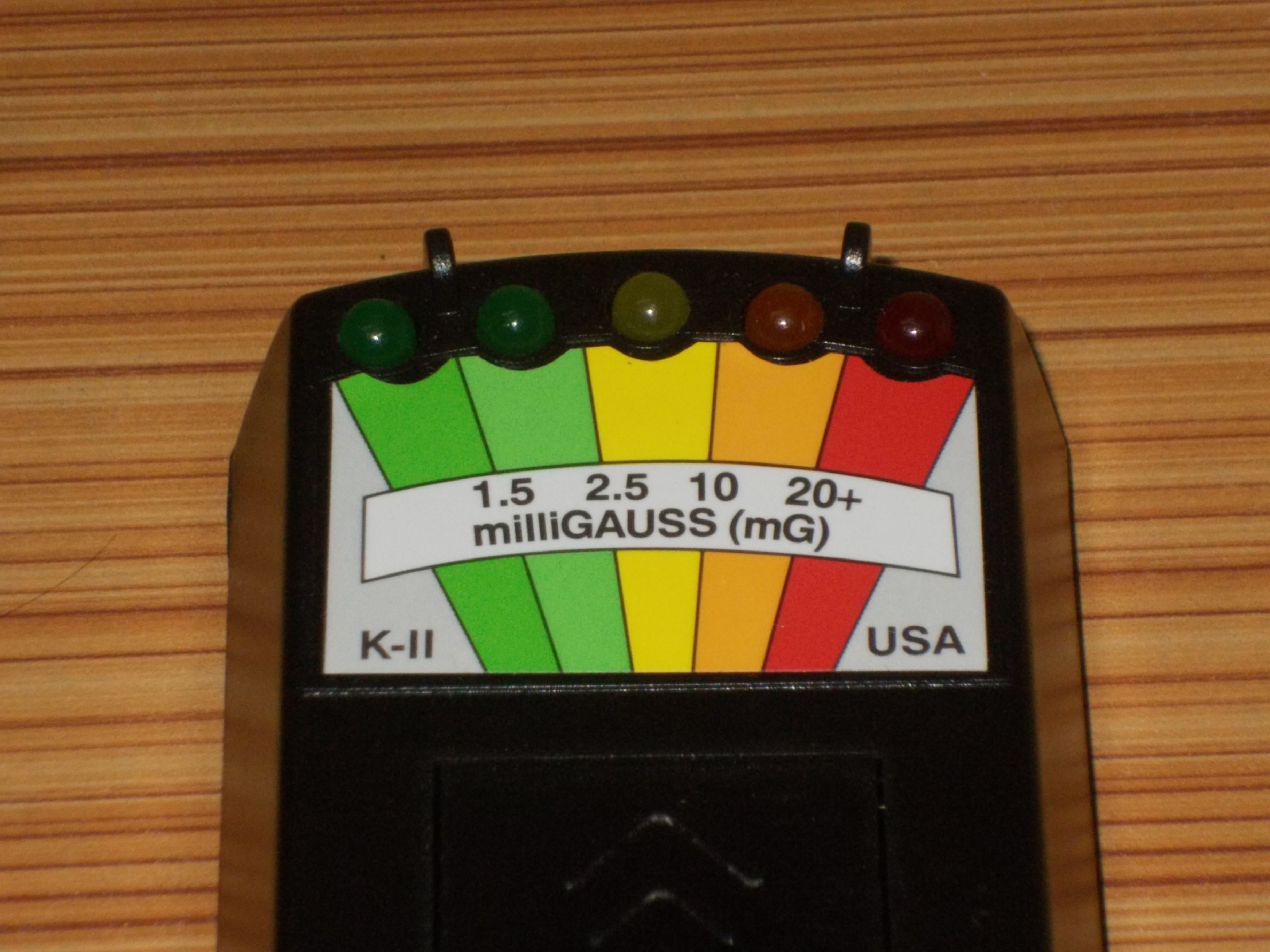
Кольорові світлодіоди вимірювача ЕМП безпечного діапазону

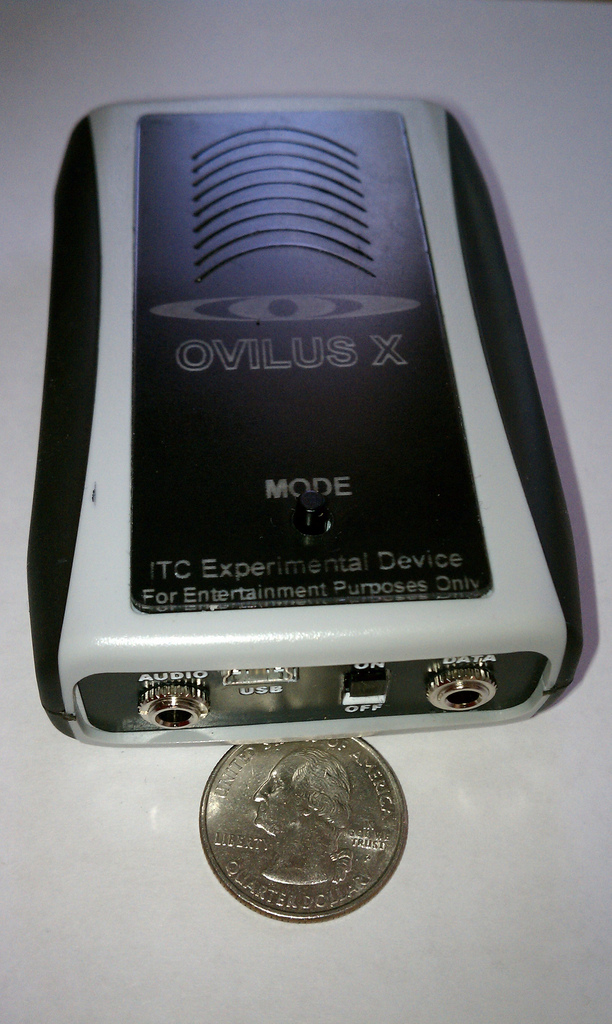
Пристрій Ovilus, який відтворює записані слова з попередньо запрограмованого словника у відповідь на коливання електромагнітного поля. Він позначається як «Тільки для розважальних цілей».

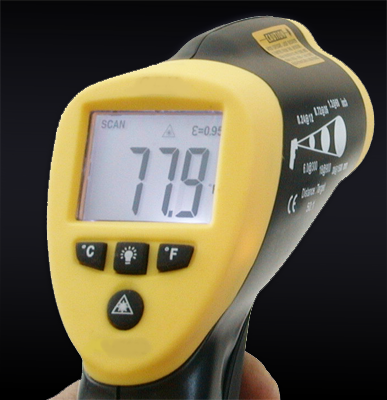
Ручний інфрачервоний термометр типу, який використовують деякі мисливці за привидами

Мисливці за привидами використовують різноманітні методи та інструменти для розслідування передбачуваної паранормальної активності. Хоча серед мисливців за привидами немає загального визнання наступних методологій, деякі з них зазвичай використовуються групами полювання на привидів.
- Фотографія та відеозйомка: за допомогою цифрових камер, камер нічного бачення, інфрачервоних і навіть одноразових камер.
- Вимірювач ЕМП: для виявлення, можливо, незрозумілих коливань електромагнітних полів. Бренд лічильника Safe Range EMF, призначений для використання з лініями електропередач і побутовою технікою, став популярним після того, як телесеріал «Мисливці за привидами» заявив, що він «спеціально відкалібрований для дослідників паранормальних явищ». Atlantic пояснює свою популярність серед мисливців за привидами яскравим світлодіодним дисплеєм і схильністю до помилкових позитивних показань[27].
- Планшетний ПК: для запису даних, аудіо, відео та навіть коливань навколишнього середовища, таких як електромагнітні поля[26].
- Вимірювання температури навколишнього середовища: за допомогою термографічних камер, тепловізійних камер, інфрачервоних термометрів та інших інфрачервоних датчиків температури. Усі ці методи вимірюють лише температуру поверхні, а не температуру навколишнього середовища[28].
- Цифровий і аналоговий аудіозапис: для захоплення будь-яких незрозумілих шумів і феноменів електронного голосу (EVP), які можуть бути інтерпретовані як безтілесні голоси.
- Компас: деякі мисливці за привидами використовують компас для визначення розташування паранормальних плям, подібних до ЕМП.
- Лічильник Гейгера: для вимірювання коливань радіації.
- Інфрачервоні та/або ультразвукові датчики руху: для виявлення можливих аномальних рухів у певній зоні або для сприяння створенню контрольованого середовища, де буде виявлено будь-який рух людини.
- Обладнання для моніторингу якості повітря: для оцінки рівнів газів, таких як чадний газ, які, як вважають, сприяють повідомленню про паранормальну активність.
- Уст[ <span title="This claim needs references to reliable sources. (October 2022)">потрібна цитата</span> ]аткування інфразвукового моніторингу: для оцінки рівня звукових коливань.
- Стрижні для біолокації: зазвичай виготовлені з латуні та зігнуті у формі L.
- Екстрасенси, медіуми або ясновидці: трансові медіуми або «чутливі» особи, які, як вважають, мають здатність ідентифікувати духовні сутності та встановлювати контакт з ними.
- Демонологи, екзорцисти та священнослужителі: особи, які можуть читати молитви, благословляти або виконувати ритуали з метою очищення місця передбачуваних привидів, демонів, полтергейстів або «негативної енергії».
- Ящики-привиди: радіопристрої, які випадковим чином сканують частоти AM і FM, представляючи звук як слова духів[27].
- Інтерв'ю: збір свідчень і розповідей про ймовірні переслідування.
- Історичні дослідження: дослідження історії об’єкта, що досліджується.
- Дошка Віджа: нібито використовується для спілкування з духами.
- Мисливці за привидами використовують нічне бачення та повноспектральне відео та фотозйомку для візуалізації ділянок світлового спектру, які не бачить людське око, включаючи інфрачервоне та ультрафіолетове.
- Тригерні об’єкти – це реквізити або інструменти, які, як стверджують мисливці за привидами, можуть використовуватися для залучення сутності до взаємодії. На думку мисливців за привидами, це може бути будь-який об’єкт, який може викликати емоції або зв’язок, наприклад, плюшевий ведмедик, фотографія чи обручка, а деякі частини обладнання були розроблені всередині тригерного об’єкта, щоб допомогти виявити присутність навколо об’єкта.
- Термографічні камери, за словами мисливців за привидами, допомагають виявляти та візуалізувати зміни температури під час дослідження.
- Камера SLS або Kinect: пристрій, який використовує шаблон інфрачервоних точок для виявлення об’єктів у повній темряві. Проаналізовано Кенні Біддлом[29][30] і виявлено схильність до помилкових результатів при використанні як нестаціонарного пристрою.
- Вібраційні світлові сфери. Пластикові кульки, які підсвічуються при виявленні руху. Спочатку вони не були розроблені для дослідження паранормальних явищ, і Кенні Бідл виявив, що вони дуже схожі на комерційні іграшки для котів[31].

## Дивись також
- Список псевдонаукових тем